# Caryodendreae
Caryodendreae es una tribu de plantas con flores perteneciente a la familia Euphorbiaceae. Comprende 3 géneros. El género tipo es: Caryodendron H. Karst.

## Géneros
- Alchorneopsis
- Caryodendron
- Discoglypremna